# Liste der Baudenkmäler in Feldmoching
Auf dieser Seite sind die Baudenkmäler im Münchner Stadtteil Feldmoching im Stadtbezirk 24 Feldmoching-Hasenbergl aufgelistet. Zu diesen Baudenkmälern gibt es auch eine Bildersammlung und ein Fotoalbum mit ausgewählten Bildern.
Diese Liste ist Teil der Liste der Baudenkmäler in München. Grundlage ist die Bayerische Denkmalliste, die auf Basis des bayerischen Denkmalschutzgesetzes vom 1. Oktober 1973 erstmals erstellt wurde und seither durch das Bayerische Landesamt für Denkmalpflege geführt und aktualisiert wird. Die folgenden Angaben ersetzen nicht die rechtsverbindliche Auskunft der Denkmalschutzbehörde.

## Ensembles

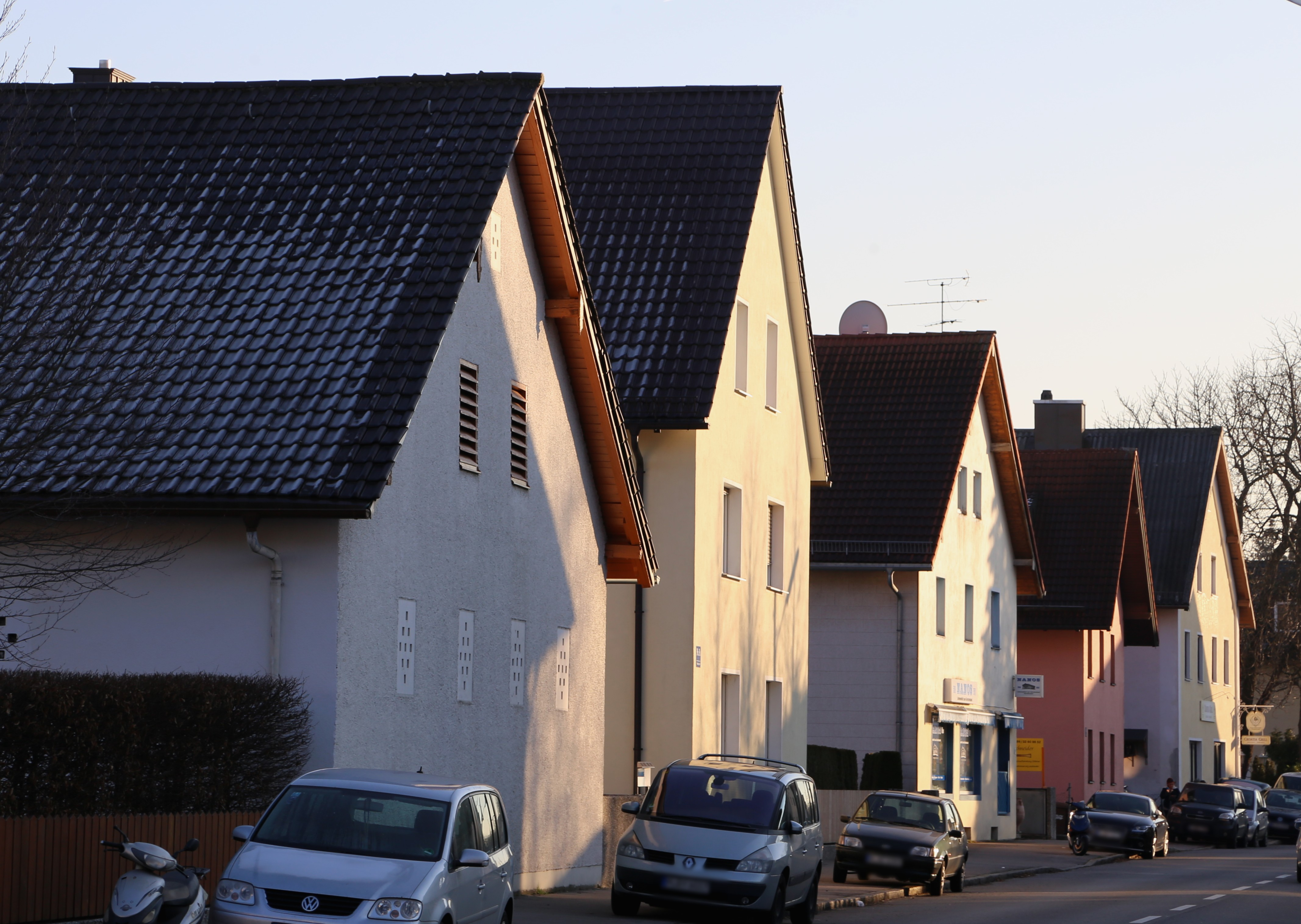
Feldmochinger Straße

- Feldmochinger Straße. Das schon um 800 mit seinem Namen genannte Dorf dürfte ein karolingisches Haufendorf gewesen sein. Noch als vorindustriell-bäuerliche Siedlung im 17.–19. Jahrhundert fast auf das Doppelte gewachsen, entsendet der Ortskern entlang der hier verknüpften Straßen, vor allem an der nach Moosach, Hofreihen von auffallender Regelmäßigkeit. Die in ihrer Erscheinung im Wesentlichen auf das 19. Jahrhundert, in ihrer Anlage weiter zurückgehenden Hofreihen an der Feldmochinger Straße belegen dies in besonders sinnfälliger Weise, die Wohnteile mit den Giebeln der Straße zugewandt. Die auch hier anzutreffenden Störungen (Feldmochinger Straße 381, 385, 389) vermögen den Gesamtcharakter noch nicht völlig zu verwischen. (E-1-62-000-11)

## Baudenkmäler
| Lage                                                                          | Objekt                                                   | Beschreibung | Akten-Nr.                | Bild                          |
| ----------------------------------------------------------------------------- | -------------------------------------------------------- | --- | ------------------------ | ----------------------------- |
| Achatstraße 14 (Standort)                                                     | Russisch-Orthodoxe Kirche des heiligen Erzengels Michael | schlichter Zeltdachbau mit Zwiebel-Dachreiter, von Theodor Henzler, 1963/64; mit Ausstattung; Glockenstuhl, vorgesetzter schmaler Satteldachbau, gleichzeitig | D-1-62-000-8077          | weitere Bilder                |
| Am Blütenanger 64 (Standort)                                                  | St. Christoph                                            | Katholische Kuratiekirche, neubarocker Chorbau, von Hermann Selzer, 1926/27; mit Ausstattung; Kuratiehaus, zweigeschossiger Walmdachbau mit Dachhaus, von Hermann Selzer, 1926/27 | D-1-62-000-269           | St. Christoph                 |
| Am Gottesackerweg (Standort)                                                  | Wegkreuz                                                 | gefasster hölzerner Kruzifix mit Wettermantel, 19./20. Jahrhundert | D-1-62-000-283           | Wegkreuz                      |
| Auf den Schrederwiesen 19 (Standort)                                          | Ehemaliges Schulhaus                                     | zweigeschossiger Satteldachbau mit durchfenstertem Kniestock und spätklassizistischer Putzgliederung, von Jakob Herrle, 1875–77 | D-1-62-000-11336         | BW                            |
| Borsigstraße 109 (Standort)                                                   | Ehemaliges Bahnwärterhaus                                | zweigeschossiger hakenförmiger Sichtziegelbau mit Schopfwalmdach und Putzgliederung, um 1890; an der 1892 eröffneten Bahnlinie München-Landshut | D-1-62-000-8048          | Ehemaliges Bahnwärterhaus     |
| Feldmochinger Straße (bei Nr. 347) (Standort)                                 | Wegkreuz                                                 | gefasstes Holzkruzifix mit Wettermantel, 19. Jahrhundert | D-1-62-000-1660 Wikidata | Wegkreuz                      |
| Feldmochinger Straße 401 (Standort)                                           | Pfarrhaus                                                | Walmdachbau, errichtet 1708–10 nach Plänen von Johann Georg Ettenhofer, Umbauten 1840/41 und 1939 | D-1-62-000-1664          | Pfarrhaus                     |
| Feldmochinger Straße 403 (Standort)                                           | St. Peter und Paul                                       | Katholische Pfarrkirche 1894/1960 neu beziehungsweise umgebaut, mit mittelalterlichem Kern, Satteldachturm; mit Ausstattung. Friedhof mit Grabsteinen. Im Ortskern von Feldmoching. | D-1-62-000-1665          | weitere Bilder                |
| Feldmochinger Straße, an der Straßengabelung mit der Grashofstraße (Standort) | Mariensäule                                              | vergoldete Madonnenfigur auf hoher steinerner Säule, 1870/71 | D-1-62-000-1667          | weitere Bilder                |
| Feldmochinger Straße 424 (Standort)                                           | Wegkreuz                                                 | gefasstes Holzkruzifix mit Blechmantel, 19. Jahrhundert | D-1-62-000-1666          | Wegkreuz                      |
| Granatstraße 10 (Standort)                                                    | Ehemalige Lagerbaracke                                   | erdgeschossiger Flachsatteldachbau, 1944 als Teil des Dachauer KZ-Außenlagers München-Allach I errichtet; mit Gedenktafeln, 1997 | D-1-62-000-8070          | weitere Bilder                |
| Nähe Grashofstraße (Standort)                                                 | Kriegerdenkmal                                           | steinerne Soldatenfigur über breitem Sockel, um 1920/30; erinnert an die Opfer des Ersten Weltkriegs | D-1-62-000-8408          | weitere Bilder                |
| Nähe Grashofstraße (Standort)                                                 | Brunnen                                                  | steinerner runder Bassin mit mittiger Zwergenfigur, 1924 | D-1-62-000-8409          | weitere Bilder                |
| Hammerschmiedstraße 34 (Standort)                                             | Ehemalige Obermühle                                      | Mühlengehöft mit drei Halbwalmdachbauten, ehemaliges Schmiedegebäude von 1683 (Dachwerkkonstruktion), Wohnhaus von 1831/33, Scheune von 1910 unter Wiederverwendung älterer Dachwerkteile von 1827–31 | D-1-62-000-2390          | Ehemalige Obermühle           |
| Herbergstraße 6 (Standort)                                                    | Ehemaliges Bauernhaus                                    | erdgeschossiger Steildachbau mit Putzgliederung, im Kern wohl Mitte 19. Jahrhundert | D-1-62-000-2504          | Ehemaliges Bauernhaus         |
| Josef-Frankl-Straße 43 (Standort)                                             | Giebelhaus                                               | barockisierend, mit Putzgliederung, 1911 von Martin Baur | D-1-62-000-3104          | Giebelhaus                    |
| Josef-Frankl-Straße 55 (Standort)                                             | Rathaus Feldmoching                                      | Ehemaliges Rathaus der 1938 nach München eingemeindeten Gemeinde Feldmoching, zweigeschossiger historisierender Walmdachbau in Ecklage mit polygonalenen Eckerkern und steinernem Portal, bezeichnet 1913 | D-1-62-000-3105          | Rathaus Feldmoching           |
| Joseph-Seifried-Straße 27/29 (Standort)                                       | Kapernaumkirche                                          | Evangelisch-lutherische Kirche am Lerchenauer See, Kirchenbau mit Gemeindezentrum, pyramidaler Zeltdachbau mit Kupferdach und Kreuz sowie vorgelagerter zweigeschossiger Flachdachbau, mit zwei Betonreliefs am Durchgang; mit Ausstattung; Campanile, betonsichtiger Turm mit zinnenartigem Abschluss und Uhr; Pfarrhaus, zweigeschossiger Flachdachbau mit Mauer; von Reinhard Riemerschmid, 1966–68 | D-1-62-000-8575          | weitere Bilder                |
| Karlsfelder Straße (Standort)                                                 | Brücke über das Schwabenbächl                            | in Betonbauweise, 1941 | D-1-62-000-9874          | Brücke über das Schwabenbächl |
| Karlsfelder Straße 1a/1b (Standort)                                           | Bauernhaus                                               | zweigeschossiger Satteldachbau, 19. Jahrhundert | D-1-62-000-3241          | Bauernhaus                    |
| bei Karlsfelder Straße 4 (Standort)                                           | Wegkreuz                                                 | gefasstes Holzkruzifix mit Wettermantel, 19. Jahrhundert | D-1-62-000-3242 Wikidata | Wegkreuz                      |
| Lerchenauer Straße 307 (Standort)                                             | Ländliches Wohnhaus                                      | zweigeschossiger Schopfwalmdachbau mit über Eck gestellten Turmerker, Säulenbalkon und Putzgliederung, um 1900 | D-1-62-000-3868          | Ländliches Wohnhaus           |
| Lerchenstraße 27 (Standort)                                                   | Zweigeschossiger Villenbau                               | 1914 nach einem von Gustav Buschor überarbeiteten Plan von Jakob Koll errichtet, mit Krüppelwalmdach | D-1-62-000-3873          | Zweigeschossiger Villenbau    |
| Lerchenstraße 57 (Standort)                                                   | Zweigeschossiger Villenbau                               | 1912 von Paul Breitsameter, mit Mansardsatteldach, Fronten mit Erkern und Balkons besetzt | D-1-62-000-3874          | Zweigeschossiger Villenbau    |
| Lerchenstraße 105 (Standort)                                                  | Wegkreuz                                                 | 19. Jahrhundert; im Garten des Anwesens | D-1-62-000-3103 Wikidata | Wegkreuz                      |
| Pflaumstraße 2 (Standort)                                                     | Bäuerliches Kleinhaus                                    | erdgeschossiger Wohnstallbau mit Satteldachbau, 1. Hälfte 19. Jahrhundert | D-1-62-000-5316          | Bäuerliches Kleinhaus         |
| Rubinstraße 1 (Standort)                                                      | Profanskulptur                                           | viereckiger nachkriegsmoderner Natursteinpfeiler mit figürlichen Reliefs und Inschriften, von Elmar Dietz, bezeichnet 1954 | D-1-62-000-8071          | Profanskulptur                |
| Feldmoching (Standort)                                                        | Würmkanal (Karlsfelder Kanal)                            | verbindet Schloss Schleißheim mit der Würm, über die man in das Nymphenburger Kanalsystem und nach Schloss Nymphenburg gelangt, erbaut 1687; teilweiser Ausbau des 1601 zur Wasserversorgung der Schwaige Schleißheim angelegten Alten Würmkanals von der Würm bei Karlsfeld entlang der heutigen Heppstraße (längs der Kreuzung Heppstraße/Schwarzholzstraße einseitig noch ca. 200 m. Baumbestand seitlich des ehemaligen Kanals erhalten) durch die ehemaligen Schwaigehöfe Schleißheim zur ehemaligen Ignaziusklause im Berglholz (heute Gastwirtschaft Bergl) und zur ehemaligen Schwaige Mittenheim und vermutlich weiter in die Moosgräben | D-1-62-000-3212          | weitere Bilder                |

## Ehemalige Baudenkmäler
In diesem Abschnitt sind Objekte aufgeführt, die früher einmal in der Denkmalliste eingetragen waren, jetzt aber nicht mehr. Objekte, die in anderem Zusammenhang – also z. B. als Teil eines Baudenkmals – weiter eingetragen sind, sollen hier nicht aufgeführt werden. Aktennummern in diesem Abschnitt sind ehemalige, jetzt nicht mehr gültige Aktennummern. 

| Lage                                | Objekt                | Beschreibung | Akten-Nr. | Bild                  |
| ----------------------------------- | --------------------- | --- | --------- | --------------------- |
| Feldmochinger Straße 386 (Standort) | Ehemaliges Bauernhaus | jetzt Gasthaus Zum scharfen Eck, 19. Jahrhundert; 2011 aufgrund der starken Überformung aus der Denkmalliste gestrichen |           | Ehemaliges Bauernhaus |
| Karlsfelder Straße 8 (Standort)     | Bauernhaus            | 19. Jahrhundert; 2012 aus der Denkmalliste gestrichen                                                                   |           | Bauernhaus            |

## Abgegangene Baudenkmäler
In diesem Abschnitt sind Objekte aufgeführt, die früher einmal in der Denkmalliste eingetragen waren, jetzt aber nicht mehr existieren, z. B. weil sie abgebrochen wurden. Aktennummern in diesem Abschnitt sind ehemalige, jetzt nicht mehr gültige Aktennummern.

| Lage                                | Objekt                | Beschreibung               | Akten-Nr. | Bild                  |
| ----------------------------------- | --------------------- | -------------------------- | --------- | --------------------- |
| Feldmochinger Straße 349 (Standort) | Dreiseitige Hofanlage | Bauernhaus bezeichnet 1889 |           | Dreiseitige Hofanlage |